# Gynacantha jessei
Gynacantha jessei – gatunek ważki z rodziny żagnicowatych (Aeshnidae). Występuje na terenie Ameryki Południowej.